# 横浜市立鶴見中学校
横浜市立鶴見中学校（よこはましりつ つるみちゅうがっこう）は、神奈川県横浜市鶴見区鶴見中央三丁目に所在する公立中学校。

## 教育目標
出典
- つ 強く優しい心と、健やかでたくましい体を育てます。(徳・体)
- る ルールを尊重し、共に支え合いながら公平・公正に接する態度を育てます。(知・公)
- み 自ら積極的に社会に貢献し、国際社会の平和と発展に努める態度を育てます。(開)

## 部活動
出典
運動系
- サッカー部
- 野球部
- バレーボール部
- ソフトテニス部
- 水泳部
- バスケットボール部
- バドミントン部
- 剣道部
- 柔道部

かつては卓球部、陸上部もあった
文化系
- 茶道華道部
- 美術部
- 吹奏楽部
- 手話部
- 放送部

## 通学区域
出典
- 市場下町の一部
- 佃野町の全域
- 諏訪坂の一部
- 鶴見一丁目の一部
- 鶴見二丁目の一部
- 鶴見中央一丁目  - 四丁目の全域
- 鶴見中央五丁目の一部
- 東寺尾東台の一部
- 寺谷一丁目の一部
- 寺谷二丁目の全域
- 豊岡町の全域

## 進学前小学校
出典
- 横浜市立鶴見小学校
- 横浜市立東台小学校
- 横浜市立豊岡小学校

## 交通
出典
鉄道
- 京急本線京急鶴見駅 徒歩11分
- JR東海道本線鶴見駅 徒歩13分

バス
- 鶴見駅前より横浜市営バス鶴16「芦穂崎」バス停下車 徒歩3分